# Крізь стрій
Крізь стрій (англ. The Gauntlet) — американський бойовик 1977 року режисера Клінта Іствуда.

## Сюжет
Детектив поліції Фенікса Бен Шоклі повільно спивається і немає перспектив по службі. Йому доручають завдання супроводжувати з Лас-Вегаса у Фенікс свідка — жінку на ім'я Гус Меллі. Шоклі не в захваті від цього завдання, особливо коли з'ясовується, що свідок — повія, до того ж з дуже поганим характером. Завдання виявляється складніше, ніж вважав Шоклі — Меллі, яка повинна дати свідчення у справі про організовану злочинність, намагаються вбити всі: починаючи від бойовиків мафії і закінчуючи корумпованими поліцейськими. Шоклі розуміє, чому саме його вибрали на це завдання, і вирішує за будь-яку ціну дістатися до будівлі міського суду під вогнем бандитів і поліцейських.

## У ролях
| Актор         | Роль             |
| ------------- | ---------------- |
| Клінт Іствуд  | Бен Шоклі        |
| Сондра Лок    | Гус Меллі        |
| Пет Гінгл     | Джозефсон        |
| Вільям Принц  | Блейклок         |
| Білл Маккінні | констебль        |
| Майкл Кавана  | Фейдерспіл       |
| Керол Кук     | офіціантка       |
| Мара Корді    | Джейл Матрон     |
| Даг Макграт   | Букі             |
| Джефф Морріс  | черговий сержант |
| Саманта Доан  | байкер           |
| Рой Дженсон   | байкер           |
| Ден Вадіс     | байкер           |